# Ірі-Пійєко
Ірі-Пійєко (д/н — 270-ті до н. е.) — цар Куша.

## Життєпис
Можливо був сином або небіжем царя Аріамані. Згаданий лише в написі царя Сабракамані. Хоча контекст написи нечіткий, оскільки вона дуже зруйнована, але дослідники вважають, що Ірі-Пійеко був попередником Сабракамані на троні Куша.
Посів трон після смерті Каш-...-амані, який можливо був його братом. Панував ймовірно нетривалий час, десь у 270-х роках до н. е., але нетривало. Новим царем став Сабракамані.